# 朗多涅 (多姆山省)
朗多涅（法語：Landogne，法語發音：[lɑ̃dɔɲ]）是法国多姆山省的一个市镇，属于里永区。

## 地理
朗多涅（45°52'39"N, 2°39'23"E）面积17.37 平方千米，位于法国奥弗涅-罗讷-阿尔卑斯大区多姆山省，该省份为法国中南部省份，北起阿列省接壤，东临卢瓦尔省，南至上盧瓦爾省和康塔爾省，西接科雷兹省和克勒兹省。
与朗多涅接壤的市镇（或旧市镇、城区）包括：孔布拉耶、孔布拉耶地区孔达、米尔蒙、蓬托米尔、维洛桑日。

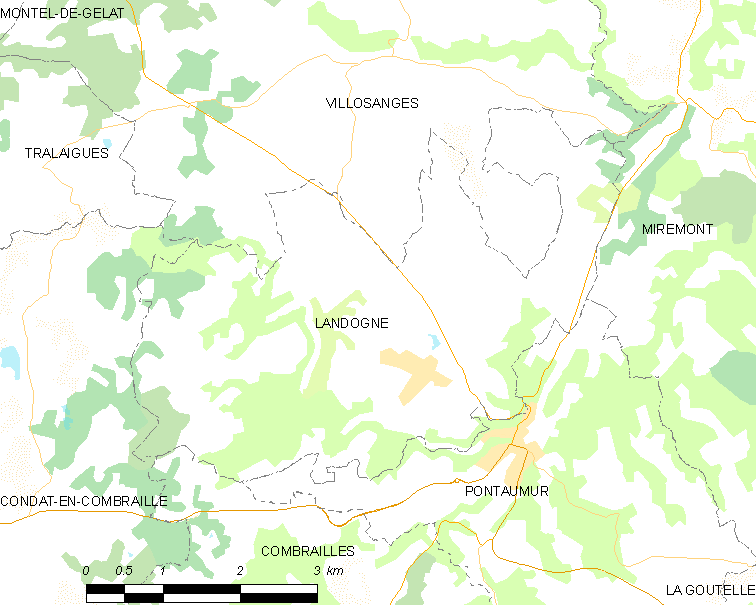
的OSM定位图

朗多涅的时区为UTC+01:00、UTC+02:00（夏令时）。

## 行政
朗多涅的邮政编码为63380，INSEE市镇编码为63186。

## 政治
朗多涅所属的省级选区为圣乌尔斯县。

## 人口

1962-2008年间人口变化图示

朗多涅于2022年1月1日时的人口数量为223人。